# 青海肉叶荠
青海肉叶荠（学名：Braya kokonorica），为十字花科肉叶荠属下的一个植物种。